# Villa dei Papi

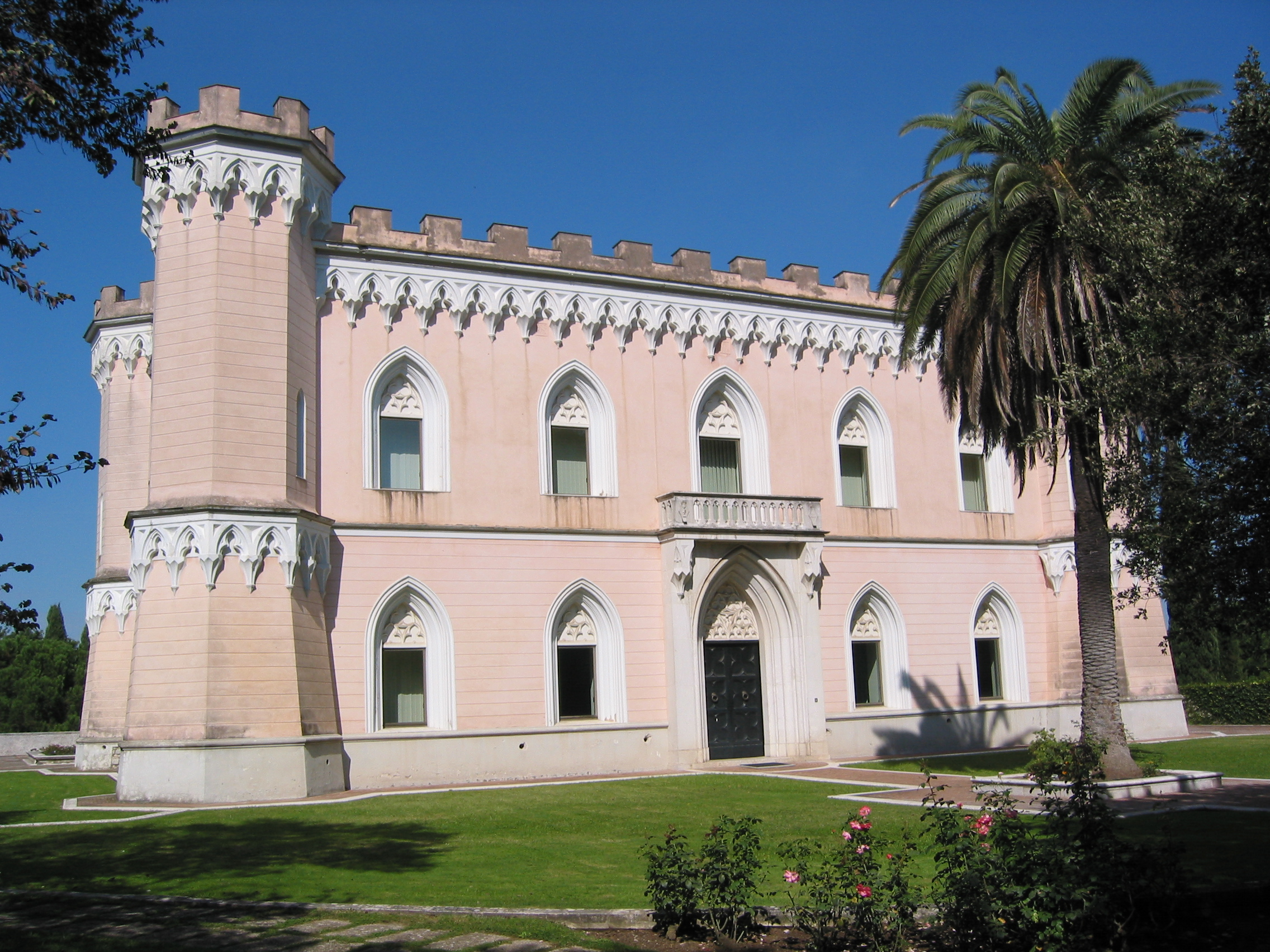
Villa dei Papi in Benevent vom Garten aus

Die Villa dei Papi ist ein historisches Landhaus im neugotischen Stil in Pacevecchia, einem Viertel von Benevent im italienischen Kampanien.
Das Landhaus steht auf den Grundmauern des Klosters Santa Maria della Pace, das beim Erdbeben am 5. Juni 1688 einstürzte. Der Erzbischof Vincenzo Maria Orsini ließ es ab 1696 errichten. Als dieser Papst Benedikt XIII. geworden war, nutzte er das Landhaus, wenn er in Benevent weilte.
Später kaufte der Notar Saverio d’Agostino aus Petruro Irpino das Anwesen, später gelangte es in den Besitz von Pietro Perlingieri, der es als Sitz der von ihm gegründeten Banca Sannitica (heute von der Banca Popolare di Novara aufgekauft) nutzen wollte. In den 1980er-Jahren wurden einige Konferenzsäle eingebaut.
Später wurde die Villa aufgegeben und der umgebende Wald fast vollständig zerstört. 2001 kauften die Stadt Benevent und die Provinz Benevent gemeinsam das Anwesen: Das hundertjährige Wäldchen, das ein dichtes, grünes Gestrüpp bildet, mit wertvollen alten Bäumen wurde wiederhergestellt und|das Haus wurde renoviert.
Das Landhaus wird heute für Zusammenkünfte und Kongresse unterschiedlicher Art genutzt und ist darüber hinaus Sitz der MARSec („Mediterranean Agency for Remote Sensing and Environmental Control Costantino Di Fede“).

## MARSec

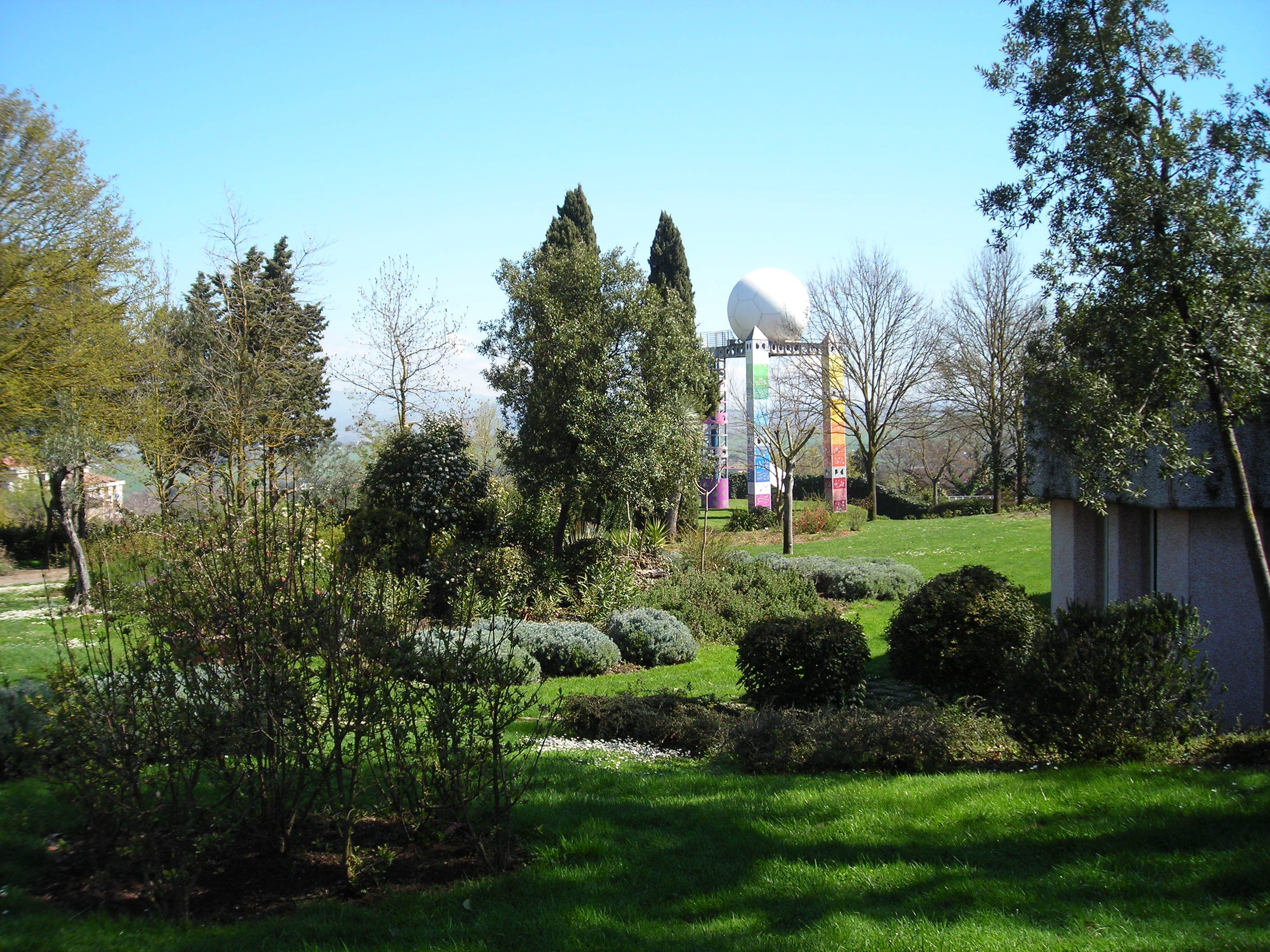
Der Garten hinter dem Landhaus mit der MARSec-Antenne

Die „Mediterranean Agency for Remote Sensing and Environmental Control Costantino Di Fede“ (dt.: Mittelmeeragentur für Fernerkundung und Umweltkontrolle, Akronym: MARSec) ist eine Gesellschaft zur Überwachung und zum Empfang von Satellitendaten, die sich auf die Provinz Benevent beziehen.
Das Projekt MARSec, das vom Präsidenten der Provinz, Carmine Nardone, gewünscht und erdacht und von den Professoren Domenico Villacci, Innocenzo Pinto und Maurizio di Bisceglie von der Universität Sannio ausgearbeitet wurde, wurde am 15. September 2001 offiziell von der Provinz Benevent vorgestellt und erweckte das Interesse der umliegenden Provinzen und der Region Kampanien. Es wurde am 14. Februar 2003 eingeweiht und arbeitet seit September 2004 in vollem Umfang.
MARSec empfängt Daten über das Gebiet von den Satelliten Terra, Aqua, EROS A, EROS B und RADARSAT. Es ist imstande, Informationen von den Gebieten Mittelmeer, Nordeuropa und Nordafrika zu empfangen und zu verarbeiten und nutzt auch Sensoren auf der Erde. Die Daten werden vorwiegend für den Umweltschutz, die kartographische Aktualisierung und die Überwachung der Landwirtschaft genutzt. Die Hauptnutzer sind derzeit die Region Kampanien, die Provinzen Benevent und Campobasso und das Ministerium für Umwelt und Energiesicherheit. Über internationale Partnerschaften nutzen es auch die NASA und das University of Wisconsin System.
Die Antenne der MARSec wurde von der kalifornischen Agentur SeaSpace aufgestellt. Es handelt sich um eine sich automatisch ausrichtende Parabolantenne, die von einem Kuppeldach geschützt wird und auf einem 10 Meter hohen Pylon montiert ist. Nach einer Idee des Künstlers Salvatore Paladino wurde sie ästhetisch so gestaltet, dass sie in die Gärten des Landhauses integriert ist. Sie besteht aus drei Pylonen: Eine hintere mit kreisförmigem Querschnitt und zwei vorderen mit dreieckigem Querschnitt. Sie sind mit Streifen in den Farben des Friedens gestaltet; auf jeder ist ein Symbol aufgemalt, z. B. das für die Erde, für das Wasser und für das Feuer.